# Johann Seger
Johann Seger (* Herbst 1582 in Greifswald; † 12. März 1637 in Wittenberg) war ein Poeta laureatus und Rektor der Stadtschule in Wittenberg.

## Leben
Johann Seger besuchte zuerst die Schule in Greifswald und wurde später auf Rat des Bürgermeisters Georg Corswant auf das Gymnasium in Stralsund geschickt. Dann studierte er sieben Jahre lang in Greifswald Philosophie und Theologie um danach als Hauslehrer zu arbeiten.
Daneben schrieb Seger Gedichte, durch die er dem Wolgaster Hofgerichtsdirektor Reimar Seltrecht auffiel, der als kaiserlicher Hofpfalzgraf 1607 bereits Andreas Helvigius gekrönt hatte. Seltrecht krönte im Sommer 1612 auch Johann Seger zum Dichter.
1614 ging Seger nach Frankfurt (Oder) und von dort nach Wittenberg, wo er Konrektor und ein Jahr später Magister wurde. 1622 wurde Seger zum Rektor der Stadtschule in Wittenberg ernannt. Dieses Amt übte er 15 Jahre lang aus. Mitten im Unterricht wurde er vom Schlag getroffen und starb einen Tag später.